# Sperancja od Krzyża
Sperancja od Krzyża (ur. 27 lutego 1875 r. w Ventolá; zm. 31 lipca 1936 r. w Barcelonie) – hiszpańska karmelitanka misjonarka, męczennica, błogosławiona Kościoła katolickiego.

## Życiorys
Przyszła na świat w bardzo religijnej rodzinie. Wstąpiła do zgromadzenia Sióstr Karmelitanek Misjonarek. Potem rozpoczęła pracę w szpitalu, gdzie opiekowała się z pacjentami. Została aresztowana podczas wojny domowej w Hiszpanii i po kilku dniach została zastrzelona w dniu 31 lipca 1936 r. razem z trzema innymi zakonnicami (Danielą od św. Barnaby, Marią Refugią od św. Anioła i Gabrielą od św. Jana od Krzyża).
Beatyfikował ją Benedykt XVI 28 października 2007 r. w grupie 497 męczenników.